# IC 5171
IC 5171 је спирална галаксија у сазвјежђу Ждрал која се налази на листи објеката дубоког неба у Индекс каталогу.
Деклинација објекта је - 46° 4' 55" а ректасцензија 22h 10m 56,6s. Привидна величина (магнитуда) објекта IC 5171 износи 12,6 а фотографска магнитуда 13,4. Налази се на удаљености од 34,1 милиона парсека од Сунца. IC 5171 је још познат и под ознакама ESO 288-46, A 2207-46, IRAS 22078-4619, PGC 68223.